# Bilancio consolidato
Il bilancio consolidato è un documento consuntivo di esercizio che vuol rappresentare la situazione economica, patrimoniale e finanziaria di un gruppo di imprese, elaborato dalla società posta al vertice (capogruppo).
È un documento pubblico, ma non avente forza legale; infatti, sebbene questo strumento riesca a stabilire i risultati economici del gruppo, non è ancora possibile utilizzare questo mezzo per poter attribuire gli utili complessivi del gruppo, permettendo dunque di distribuire i dividendi anche a quei soci delle società del gruppo in perdita.

## Caratteristiche
La normativa italiana stabilisce che si componga obbligatoriamente degli stessi documenti previsti per il bilancio d'esercizio, ossia conto economico, stato patrimoniale, nota integrativa, relazione sulla gestione e degli organi di controllo (collegio sindacale e revisore contabile). Il principio OIC 17 in materia, però, stabilisce che a questi documenti si accompagnino un rendiconto finanziario, un prospetto delle variazioni e dei movimenti delle voci di patrimonio netto tra inizio e fine esercizio, un prospetto di raccordo tra patrimonio netto e risultato d'esercizio della capogruppo e del gruppo.
Dal punto di vista contabile il bilancio consolidato si caratterizza per la depurazione delle "operazioni intercompany", ossia di quelle operazioni intercorse fra le società dello stesso gruppo, al fine di rappresentare solo i rapporti tra il gruppo e le economie terze.
Una specifica disciplina è prevista per le società bancarie poste al vertice di gruppi bancari.

## Soggetti obbligati
L'obbligo di redazione del bilancio consolidato viene attribuito mediante l'art.25 del D.lgs. 127 del 9 aprile 1991 alle società di capitali che controllano altre imprese (di qualsiasi forma giuridica) e alle società cooperative, mutue assicuratrici ed enti pubblici commerciali che controllano una società di capitali.

### Settore pubblico italiano
A partire dagli esercizi 2016 e 2017, a norma del Decreto legislativo n. 118/2011 (con le modifiche introdotte dal Dlgs n. 126/2014), l'approvazione del bilancio consolidato è divenuta cogente anche per gli enti locali italiani elencati all'art. 2, Dlgs 267/2000, con una gradualità che impone l'obbligo di ottemperare, per l'esercizio 2016 (entro il 30 settembre 2017), agli enti con popolazione superiore ai 5 000 abitanti, con estensione dell'onere, dal 2018, con riferimento al successivo esercizio 2017, a tutti gli enti, a prescindere dalla popolazione residente,. L'instaurazione dell'obbligo risponde all'esigenza di avere una rappresentazione veritiera e corretta della situazione patrimoniale e finanziaria e del risultato economico dell'ente considerato in tutto il complesso delle sue articolazioni organizzative (esercitate anche attraverso partecipazione e controllo di società ed enti strumentali). Il perimetro di consolidamento coincide con l'area del cosiddetto "Gruppo amministrazione pubblica" (GAP). Del GAP fanno parte gli enti e gli organismi strumentali, partecipati o controllati, le società controllate o partecipate dalla amministrazione pubblica capofila, in cui la nozione di controllo fa riferimento a un ampio ventaglio situazioni giuridiche, "di diritto", "di fatto", e di natura "contrattuale", prescindendo, ad esempio, dall'esistenza di una partecipazione diretta o indiretta al capitale sociale.

## Esonero
L'art.27 enuclea due casi di esonero dall'obbligo di redigere il consolidato per:
- gruppi di modeste dimensioni (che non abbiano superato per 2 esercizi consecutivi a livello di gruppo, inteso come le imprese che rientrerebbero nel consolidamento, due di tre limiti, ossia un attivo patrimoniale superiore a 20000000 € (il limite prima era di 17500000 €), ricavi superiori a 40000000 € (il limite prima era di 35000000 €)e numero dei dipendenti superiore alle 250 unità.
- subholding (le controllanti che a loro volta sono controllate da altre società soggette all'obbligo di redigere il bilancio consolidato): la sub-holding deve essere controllata per oltre il 95%, se la percentuale di controllo è inferiore al 95%, la redazione del bilancio consolidato non deve essere stata richiesta da un numero di soci che detengono il 5% del capitale sociale (almeno sei mesi prima della chiusura dell'esercizio), se la capogruppo è residente nella UE e redige il consolidato e se all'interno del gruppo nessuna società è quotata.

## Area di consolidamento
L'art.26 individua l'area di consolidamento. Il legislatore stabilisce che le società che vengono comprese nel gruppo sono tutte quelle sulle quali viene esercitato un controllo. Ai fini della disciplina del bilancio consolidato il concetto di controllo è più esteso rispetto a quello tipizzato dal legislatore all'interno del codice civile (art. 2359), considerando le imprese nelle quali:
- è esercitabile la maggioranza assoluta dei diritti
- è esercitabile un'influenza dominante
- è esercitabile un'influenza dominante per clausole statutarie o in virtù di un contratto (questa previsione non è ammessa dalla legislazione italiana, ma è strumentale all'inserimento nel consolidato di società estere, di quei paesi dove ciò è ammesso)
- è esercitabile la maggioranza dei diritti di voto in virtù di accordi con i soci (patti parasociali).

Coerentemente con il concetto di controllo dato dal codice civile l'area di consolidamento è estesa anche alle società controllate in via indiretta (ossia tramite società fiduciarie o interposte persone).

## Esclusione
L'art.28 individua 4 casi di esclusione facoltativi (vi era un caso obbligatorio per attività eterogenee, ma è stato eliminato):
- irrilevanza dell'inclusione
- oggettive restrizioni all'esercizio dei diritti di voto, tali da limitare effettivamente il controllo
- difficoltà gravi nella comunicazione
- partecipazione detenuta a fini speculativi